# Карельский бобтейл
Карельский бобтейл — российская аборигенная порода кошек родом с Карельского перешейка, впервые они были замечены около Ладожского озера. Название получила по месту обнаружения кошек данной породы.
Изначально карельского бобтейла считали родственником другой короткохвостой (англ. bob-tail буквально «бобо-хвостый») российской породы — курильского бобтейла, однако позже было выяснено, что эти кошки не имеют генетического родства с курильцами. Порода карельский бобтейл официально зарегистрирована в Международной фелинологической федерации (WCF) в 1994 году, а в России в СФФ (Советская фелинологическая федерация, ныне не существующая) стандарт был принят в 1990 году.
На выставке порода впервые была представлена в 1993 году на интерконтинентальной выставке «Евразия».
Является одной из трех официально признанных российских пород бобтейлов (кроме карельского бобтейла, такими являются курильский бобтейл и скиф-той-боб).

## История породы
Первый стандарт породы был написан в 1987 г. в Санкт-Петербурге племенной комиссией КЛК «Котофей» на основе кошек из питомника Лилии Дворянинович. Мутация короткого хвоста Карельского бобтейла (предположительно, отличная от мутации курильского бобтейла), возникла на просторах Карелии и Ладоги и стихийно передавалась из поколения в поколение. Благодаря народному поверью, согласно которому короткохвостые кошки приносят в дом счастье, мутация закрепилась. Также есть основания полагать, что в числе прародителей Карельского бобтейла первостепенную роль играли норвежские лесные кошки.
Несмотря на то, что окончательный стандарт породы был признан WCF в 1994 г., на данный момент поголовье карельских бобтейлов катастрофически мало и состоит, в основном, из аборигенных (привезённых из Карелии и одомашненных) кошек. От питомцев Лилии Дворянинович не осталось даже фотографий. Энтузиасты несколько раз задавались целью возродить породу, но до сих пор их попытки заканчивались ничем. В 2012 г. селекционной работой с породой занимается КЛК «Котофей» в Петербурге, и питомник «North-western Sky» в Карелии.

## Описание породы
Карельский бобтейл — некрупная, компактная кошка с коротким (4—13 см) хвостом, который может иметь изломы и выглядеть как «помпон», или быть почти прямым — в этом случае такая длина хвоста достигается за счёт уменьшения позвонков. Задние лапы заметно длиннее передних. Голова узкая, без щёчек, с маленьким сильным подбородком и прямым удлинённым профилем, а уши довольно большие, с крохотными, но заметными кисточками. Карельские бобтейлы бывают короткошёрстными и полудлинношёрстными.
Прекрасно адаптируются к любым условиям проживания, быстро привыкают к человеку, умны и послушны. Их голос похож на своеобразное пение или чириканье. Карельские бобтейлы в дикой среде живут прайдами, что подразумевает определенную иерархию и потребность уживаться с сородичами. Поэтому даже в домашних условиях коты практически не метят территорию.

### Характер
Кошки породы карельский бобтейл обладают свободолюбивым и независимым характером, редко сидят на руках, хотя внимание и ласку от хозяина очень ценят. В еде могут быть привередливы.
Долго сохраняют молодой темперамент, игривы даже во взрослом возрасте.
При этом кошки умны, хорошо обучаются, при правильном воспитании становятся очень послушными. С другими животными безконфликтны, легко могут наладить с ними контакт.
Незнакомцев воспринимают спокойно, доброжелательно, но могут не сразу позволить гладить себя или брать на руки, этим кошкам может быть нужно время на то, чтобы привыкнуть к новому человек. Если гости в доме бывают часто, то этого не возникает.

## Стандарт породы по версии федерации WCF
Согласно версии фелинологической федерации WCF, порода карельский бобтейл имеет два стандарта — для короткошерстных и длинношерстных кошек, при этом длинношерстная разновидность данной породы относится к группе полудлинношерстных кошек.
Каждый из этих стандартов представлен на официальном сайте федерации отдельно.
- Короткая шерсть — очень плотная с хорошо развитым, мягким подшерстком. Покровные волосы крепкие и блестящие[5].
- Длинная шерсть — очень плотная с хорошо развитым, мягким подшёрстком. Покровные волосы крепкие и блестящие. Желательно полное развитие украшающего волоса, то есть «воротника», «штанишек» и кисточек на ушах[6].

Общий стандарт породы карельский бобтейл на русском языке: описывает породу в целом, а оценка длинношерстных и короткошерстных кошек в рингах проводится отдельно. При этом между собой их скрещивание разрешено.

## Сходство и различие карельского и курильского бобтейлов
Из-за созвучия названия с породой курильский бобтейл и некоторого внешнего сходства карельского бобтейла могут путать с курильским, однако эти породы имеют ряд существенных отличий.
Одним из главных отличий карельского бобтейла от курильского является то, что ген куцехвостости у карельского бобтейла является рецессивным и для получения потомства с сохранением этого признака оба родителя должны быть такими, в то время как у курильского бобтейла данный ген является доминантным и куцехвостые кошки могут родиться от курильского бобтейла даже в том случае, если этим геном обладал только один из родителей.
Во внешности у карельского и курильского бобтейла также есть ряд заметных различий:
- Размеры. Карельский бобтейл меньше, легче и изящнее курильского[8], тоже мускулистый, квадратного формата, но не такого тяжёлого типа. Вес котов 4-6 кг, кошек 2,5-4 кг, что дает в средней разброс веса животных этой породы от 2 до 6 кг[7], тогда как курильский бобтейл может достигать 7-9 кг. Отбор кошек породы курильский бобтейл ведётся на укрупнение, тогда как у карелов желательным считается закрепить компактные размеры.

- Спина. У карельского бобтейла спина прямая, с приподнятым крупом, тогда как у курильского спина слегка дугообразная[8].

- Лапы. Лапы карельского бобтейла тоньше в обхвате и могут казаться длиннее, у курильского же лапы мощные, а подушечки лап с пальцами почти в два раза больше, чем у карельского.

- Форма головы. Голова карельского бобтейла небольшая, клиновидная, в форме равнобедренного треугольника, с почти прямым профилем, лоб и щёки плоские, морда узкая, со слегка выраженными подушечками вибриссов, подбородок узкий, но крепкий. Формой головы карел очень похож на Норвежскую Лесную кошку. У курильского бобтейла голова крупная, трапециевидной формы, с плавными контурами, профиль с небольшим переходом, скулы широкие, морда средней длины, довольно широкая, плавных очертаний, подбородок хорошо развит.

- Уши. У карельского бобтейла большие и вертикальные, поставлены высоко на голове таким образом, что внешняя линия уха проходит мимо щёк прямой линией. У курильского бобтейла уши средней величины, широкие и открытые у основания, довольно высоко поставлены, слегка наклонены вперед, расстояние между ушами примерно равно ширине уха. Кончики ушей закруглены, причём довольно заметно, в то время как у карелов уши закруглены совсем немного и смотрятся острыми.

- Глаза. У карельского бобтейла овальные и слегка косо посаженные глаза, у курильского округлые, поставлены широко и под небольшим углом.

- Хвост. Считается, что хвост карельского бобтейла имеет не такие сильно выраженные изломы, как у курильского, и даже может быть просто прямым и коротким. Но встречаются и сильно изломанные хвостики, хотя их наличие не поддерживается в породе.